# Lito (fotbalista)
Lito, vlastním jménem Cláudio Zélito Fonseca Fernandes Aguiar (* 3. března 1975) je kapverdský fotbalový reprezentant.
Na klubové úrovni v současnosti hraje v Portugalsku v týmu CD Pinhalnovense. Dříve prošel vícero portugalských klubů. Díky tomu má také portugalské občanství.